# Bo Jackson
Vincent Edward Jackson, detto Bo Jackson (Bessemer, 30 novembre 1962), è un ex giocatore di football americano, giocatore di baseball e attore statunitense.
È stato il primo atleta ad essere nominato All-Star in due dei maggiori sport americani. Nel 1985 ha vinto l'Heisman Trophy, massimo riconoscimento individuale a livello di football universitario.
Nel football giocò come running back per i Los Angeles Raiders della National Football League. Nel baseball giocò invece come esterno sinistro e fu il battitore designato per i Kansas City Royals, i Chicago White Sox e i California Angels della American League nella Major League Baseball. Nelle 40 yard (37 metri) Bo corse in 4,12 secondi (tempo manuale), che è tuttora il miglior tempo documentabile alla NFL Scouting Combine. Un infortunio all'anca finì per limitare la sua carriera nel football, portandolo a passare a giocare nella MLB per 4 stagioni

## Carriera professionistica nel football
Jackson fu scelto come primo assoluto nel Draft NFL 1986 dai Tampa Bay Buccaneers. I Bucs però, non volendo che la loro scelta del draft si infortunasse quell'anno giocando a baseball per Auburn, portarono Jackson in viaggio su un aereo privato, fatto che gli costò l'eleggibilità al college. Essi diedero anche a Jackson un ultimatum per scegliere tra baseball e football. Questo spinse il giocatore a firmare per i Kansas City Royals. Dal momento che prima del Draft NFL 1987 non aveva firmato per nessun'altra squadra, Tampa Bay rinunciò ai suoi diritti sul giocatore e il suo nome fu nuovamente inserito nel draft.
Con la 183ª chiamata assoluta fu scelto dai Los Angeles Raiders, che lo scelsero al settimo giro dal momento che non si sapeva se avrebbe mai giocato a football, con lo stesso Jackson che il giorno del draft affermò che avrebbe "appeso un poster che dice 'Sono un giocatore di baseball'". Il proprietario dei Raiders Al Davis supportò Jackson e la sua carriera nel baseball e fece firmare a Jackson un contratto del valore pari a quello di un running back titolare a tempo pieno, ma consentendo al giocatore di unirsi ai Raiders solo dopo la fine della stagione del baseball.
Approdato ai Raiders a metà della stagione 1987, Jackson corse 554 yard su 81 possessi in sole 7 gare. Nel corso delle tre stagioni successive, Jackson avrebbe corso altre 2 228 yard e segnato 12 touchdown: un'impresa degna di nota alla luce del fatto che egli era il secondo running back della squadra dietro a Marcus Allen.
Jackson corse 221 yard in un Monday Night Football del 1987 contro i Seattle Seahawks. Nel corso di quella gara, corse più volte oltre il linebacker dei Seahawks Brian Bosworth, che aveva insultato Jackson e promesso nelle interviste pre-partita che lo avrebbe contenuto. Inoltre nel secondo quarto effettuò una corsa da 91 yard lungo la linea laterale fino alla end zone. Bo continuò a correre rallentando solo mentre stava per entrare nel tunnel degli spogliatoi, coi compagni che lo seguirono. Jackson segnò due touchdown su corsa e uno su ricezione in quella gara.
Nelle sue quattro stagioni nella NFL, Jackson corse 2 782 yard e segnò 16 touchdown con un'alta media di 5,4 yard a possesso. Inoltre ricevette 40 passaggi per 352 yard e 2 touchdown su ricezioni. Le 221 yard di Jackson in quella gara del Monday Night, 29 giorni dopo il suo debutto nella NFL, sono ancora un record del Monday Night Football.

## Videogiochi
Jackson è soprannominato "il più grande atleta della storia dei videogiochi" perché, a causa di un bug, nel videogame per NES Tecmo Super Bowl del 1991 era talmente veloce da non poter essere placcato dagli avversari.

## Palmares

### Football Americano
- (1) Pro Bowl (1990)
- Heisman Trophy (1985)
- Walter Camp Award (1985)
- (2) (All-American) (1983, 1985)
- Numero 34 ritirato dagli Auburn Tigers
- College Football Hall of Fame

### Baseball
- MLB All-Star: 1

1989
- MVP dell'All-Star Game: 1

1989
- Giocatore della settimana: 1

AL: 23 aprile 1989

### Statistiche NFL
|      | Corse        | Corse | Corse | Corse | Corse | Corse | Ricezioni | Ricezioni | Ricezioni | Ricezioni |
| Anno | Squadra      | Ten   | Yard  | Media | Max   | TD    | Ric.      | Yard      | TD        |           |
| ---- | ------------ | ----- | ----- | ----- | ----- | ----- | --------- | --------- | --------- | --------- |
| 1987 | L.A. Raiders | 81    | 554   | 6,8   | 91    | 4     | 16        | 136       | 2         |           |
| 1988 | L.A. Raiders | 136   | 580   | 4,3   | 25    | 3     | 9         | 79        | 0         |           |
| 1989 | L.A. Raiders | 173   | 950   | 5,5   | 92    | 4     | 9         | 69        | 0         |           |
| 1990 | L.A. Raiders | 125   | 698   | 5,6   | 88    | 5     | 6         | 68        | 0         |           |

## Filmografia parziale

### Cinema
- L'ultimo appello (The Chamber), regia di James Foley (1996)
- Segreto militare (The Pandora Project)), regia di Jim Wynorski (1998)

### Televisione
- Moesha serie TV (1996)